# Heliconius luciana
Heliconius luciana är en fjärilsart som beskrevs av Lichy 1960. Heliconius luciana ingår i släktet Heliconius och familjen praktfjärilar. Inga underarter finns listade i Catalogue of Life.